# Tricentrus maculipennis
Tricentrus maculipennis är en insektsart som beskrevs av William D. Funkhouser 1933. Tricentrus maculipennis ingår i släktet Tricentrus och familjen hornstritar. Inga underarter finns listade i Catalogue of Life.